# Bataille de Grand-Pré
Troisième Guerre intercoloniale
Batailles
- Raid sur Canseau
- Annapolis Royal (1er)
- Annapolis Royal (2e)
- Port-Toulouse
- Louisbourg
- Île Saint-Jean
- Saratoga
- Expédition d'Anville
- Fort Massachusetts
- Grand-Pré
- Fort no 4

Le gouverneur de la Nouvelle-Écosse, Paul Mascarene, appela Shirley, le gouverneur du Massachusetts, à l'aide. Ce dernier envoya 500 volontaires sous le commandement du colonel Arthur Noble (en). Arrivés à Annapolis Royal à l'automne 1747, le premier détachement se rendit aux Mines par la mer mais durent rebrousser chemin en raison du très mauvais temps. En novembre, un groupe de 100 volontaires marcha vers Grand-Pré. Les autres se rendirent par bateau, emportant des munitions, des canons et un blockhaus. Le temps étant encore mauvais, ils durent finir le voyage sur la terre ferme. Il débarquèrent à French Cross le 4 décembre, traversèrent la montagne du Nord et arrivèrent à Grand-Pré le 12 décembre. Les bateaux étaient arrivés sains et saufs. Vingt-quatre maisons furent réquisitionnées pour loger toutes les troupes.
Ayant eu vent de la présence britannique à Grand-Pré, Jean Baptiste Nicolas Roch de Ramezay décida d'attaquer. Ne pouvant diriger ses troupes en raison d'une blessure, il en donna le commandement à Nicolas-Antoine Coulon de Villiers, accompagné des officiers de La Corne, Saint-Pierre, La Naudière, Saint-Ours, Desligneris, Courtemanche, Repentigny, Boishébert, Gaspé, Pierre Antoine de LaCorne sieur de la Colombière et Lusignan. En quatre jours les préparatifs furent terminés et le groupe de 240 Canadiens 20 Amérindiens quitta le fort le 21 janvier. Ils furent stoppés à la rivière Shubénacadie, en raison des embâcles. Boishébert traversa la rivière avec dix soldats, tandis que le reste des troupes remonta le cours du fleuve pendant trois jours. Après s'être rejoints, ils poursuivirent le voyage et atteignirent Pigiguit le 9 février. Pour assurer leur sécurité, Coulon fit placer des gardes sur toutes les routes menant vers les Mines. Ils repartirent le 10 février vers midi et atteignirent la rivière Gaspereau, au sud du village, où ils se divisèrent en 10 groupes. Ils prirent possession de Melanson le soir même.
Après avoir reçu le rapport de ses espions, Coulon prépara le plan d'attaque. En raison de leur infériorité numérique, il sépara ses troupes en 10 groupes, pour pouvoir attaquer les principales positions britanniques. Ceux-ci était divisés en groupe de 24 soldats, logés chacun dans une maison situé le long du chemin principal de Grand-Pré. Vers deux heures du matin, les militaires français mirent des raquettes et prirent le chemin Grand-Pré.
Après avoir été blessé, Coulon sera remplacé par Louis de la Corne. Après quelques heures de combats, Benjamin Goldthwait (en) rendit les armes et capitula le 12 février.